# هیداش
هیداش (به مجاری:  Hidas) یک شهرداری در مجارستان است که در ناحیه پچ‌واراد واقع شده‌است. هیداش ۱۹٫۰۶ کیلومتر مربع مساحت و ۲٬۰۴۶ نفر جمعیت دارد.

## خواهرخوانده
شهرهای برتن و Hidasnémeti خواهرخوانده‌های هیداش هستند.